# Institut de Génie Informatique et Industriel (IG2I)
 (mars 2023).
Si vous disposez d'ouvrages ou d'articles de référence ou si vous connaissez des sites web de qualité traitant du thème abordé ici, merci de compléter l'article en donnant les références utiles à sa vérifiabilité et en les liant à la section « Notes et références ».
L'Institut de Génie Informatique et Industriel (IG2I) créé à Lens en 1992 est l'une des 204 écoles d'ingénieurs françaises accréditées au 1er septembre 2020 à délivrer un diplôme d'ingénieur.
École interne de Centrale Lille Institut, il forme des ingénieurs experts en technologies de l’information et de la communication pour applications industrielles (diplôme de spécialité en génie informatique et industriel). Son cursus en 5 ans conduit au diplôme d'ingénieur IG2I. 

## Histoire
L'IG2I a été créé en 1992 à la suite du rapport Decomps (1989) sur les besoins en ingénieurs de terrain, capables d'encadrer le développement de l’économie du nord de la France et accompagner les mutations industrielles au travers des technologies de l’information et de la communication. 
Il a bénéficié, dès sa création, de cent cinquante ans d'expérience en ingénierie pédagogique et génie industriel du corps professoral de l'École centrale de Lille. 
En octobre 2015, Emmanuel Duflos, directeur de l’École centrale de Lille, a annoncé le changement d’identité graphique et la création de nouveaux logos pour Centrale Lille. Dès lors, Centrale Lille désigne l’établissement qui regroupe les quatre formations d’ingénieur : l’École centrale de Lille, l’IG2I, l’ITEEM et l'ENSCL. Grâce à cette nouvelle charte graphique, chaque formation possède un logo témoignant de l’unité de l'établissement.

Logo de l'IG2I entre 1992 et 2016
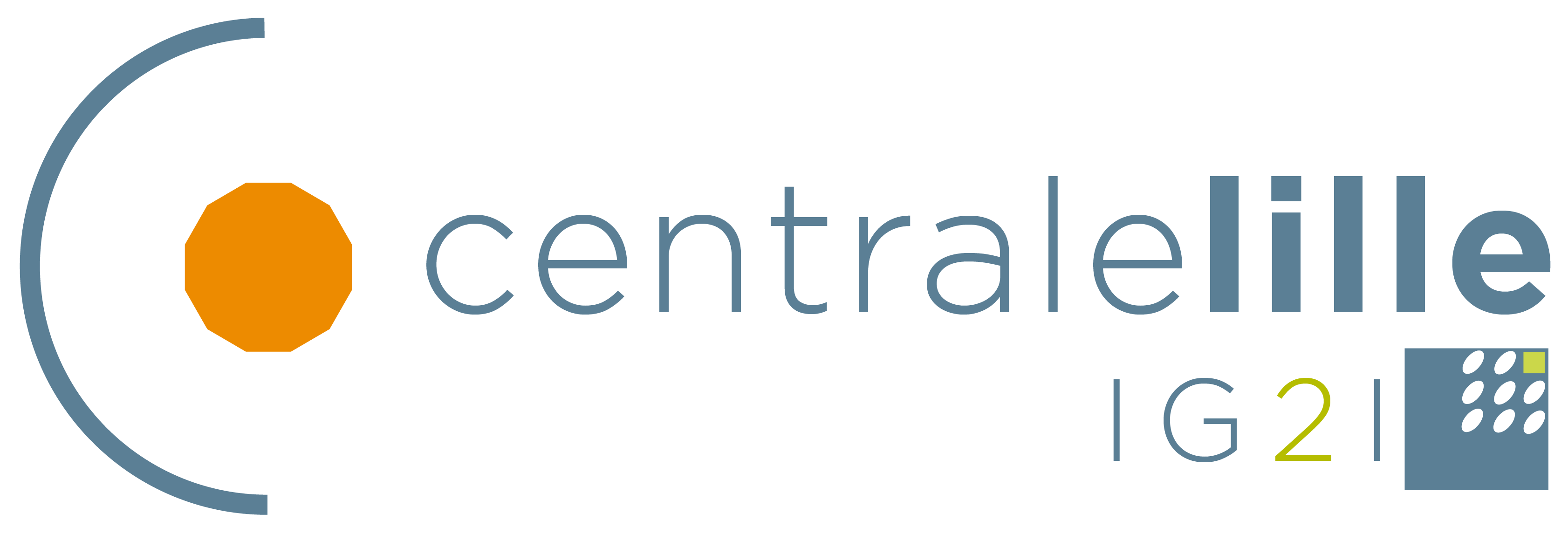
Logo de l'IG2I entre 2016 et 2022
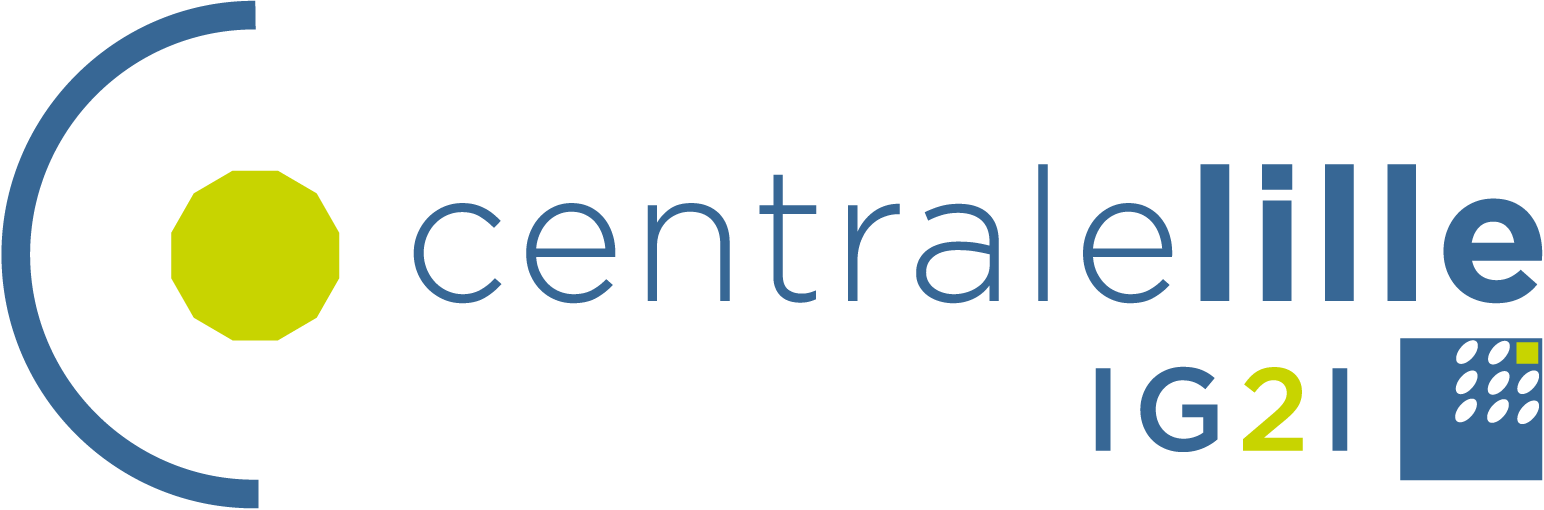
Logo de l'IG2I depuis 2022

## Admission

### Recrutement post-Bac
L'IG2I recrute la majorité de ses éléments au niveau Bac.
Pour les candidats n'étant pas pris sur dossier, un entretien de motivation, qui vise à cerner l'intérêt du postulant envers la formation et sa connaissance du cursus, est requis.
Jusqu'en 2020, les candidats étaient soumis à d'autres tests, tel que :
- Test de français : il s'agit d'une synthèse de texte permettant d'apprécier compréhension et qualité de rédaction.
- Test d'anglais : il a pour but de s'assurer que le postulant maîtrise les bases de la grammaire anglaise.
- Test scientifique : le postulant sera soumis à quelques problèmes permettant de tester la qualité de son analyse et la rigueur de son raisonnement.
- Test de culture scientifique : le postulant doit répondre à plusieurs questions sur des thèmes scientifique et informatique

### Admissions parallèles (sur titre)
Une autre possibilité d'admission en 2e et 3e années concerne les étudiants des filières techniques professionnelles post-baccalauréat.
L'admission parallèle en deuxième année est ouverte aux titulaires de BTS ou DUT Informatique.
Celle en troisième année s'adresse aux titulaires d'un DUT génie électrique informatique industrielle ou d'un DUT Réseaux Télécom et aux élèves de mathématiques spéciales ATS.
Depuis 2012, les élèves de classes préparatoires scientifiques peuvent prétendre à une place en 2e ou en 3e année, mais aussi en section par apprentissage.

## Formation[2]
La formation s’étend sur 5 années : les quatre premières années constituent un tronc commun, tandis que la dernière année affirme un approfondissement parmi trois parcours possibles : 
- Cloud computing
- Software engineering
- Smart Systems

Le cursus comporte une part importante de stages en entreprises (78 semaines répartis sur les 5 ans) dont au moins un d'une durée de 17 semaines dans un pays anglophone.

### Apprentissage
Depuis 2013, il est possible d'intégrer, à partir de la 3e année, un cursus en apprentissage. Cette réforme, initialement créée pour les admis sur titre détenant un DUT, est ouverte à tous. Les élèves alternent alors entre 5 semaines d'école et 5 semaines dans l'entreprise de leur choix. Les élèves doivent trouver leur contrat d'apprentissage eux-mêmes et signent, en accord avec l'IG2I et l'entreprise, un contrat d'apprentissage d'une durée de 3 ans.

### Stages en entreprise
D’une durée totale de 78 semaines minimum, ils représentent presque la moitié du temps de formation à l’IG2I et permettent une réelle synergie de formation avec les périodes académiques d’enseignements.
| Année     | Intitulé du stage          | Durée                                   | Période              |
| --------- | -------------------------- | --------------------------------------- | -------------------- |
| 1re année | Découverte de l'entreprise | 4 à 6 semaines                          | Mi-juin à mi-juillet |
| 2e année  | Technicien                 | 11 à 13 semaines                        | Avril à juillet      |
| 3e année  | Stage à l'international    | 17 semaines min., 14 pour les apprentis | Avril à juillet      |
| 4e année  | Apprenant ingénieur        | 22 à 26 semaines                        | Août à janvier       |
| 5e année  | Ingénieur                  | 22 à 26 semaines                        | Février à juillet    |

Depuis la réforme française de 2012 sur la durée des stages, il est possible de combiner les stages de 3e et de 4e année pour faire un stage "long" de 9 ou 10 mois en pays anglo-saxon en tant qu'apprenant ingénieur, ce qui permet de voir un projet depuis sa naissance jusqu'à sa livraison.

### Diplômes et certifications
Le diplôme d’ingénieur en génie informatique et industriel est délivré par l’École centrale de Lille, qui en a reçu l’habilitation par arrêté ministériel en 1992, sur proposition de la CTI. Le TOEIC (Test of English for International Communication) est nécessaire à l'obtention du diplôme d'ingénieur. Centrale Lille exige 820 points pour valider le diplôme à l'issue de la dernière année. Enfin, les étudiants ont aussi la possibilité de passer le CCNA en 3 ans, de la 3e année à la 5e année.

## Vie étudiante
L'IG2I, malgré sa relative jeunesse comparée aux autres écoles d'ingénieurs, possède déjà de nombreuses activités.
- Le Bureau des Élèves : s'occupe de l'ensemble de la vie étudiante.
- Le Bureau des Sports[3] : Il permet aux étudiants de l'IG2I d'effectuer plusieurs entraînements dans un panel de sports très varié tout au long de la semaine, incluant le Futsal, le Badminton, le Tennis, la Natation, le Volley, le Badminton et le Handball. Le BDS s'occupe aussi du bon déroulement de nombreux tournois tout au long de l'année (le Tournoi des Cinq Ballons avec l’École centrale de Lille (qu'ils ont remporté en 2010 en football, et plus récemment en 2021 sur les toutes nouvelles épreuves 'eSport', sur Rocket League)), ou encore le tournoi universitaire de Maastricht, ou B.A.R.T, au mois de mai). Ouvert aussi bien aux novices qu'aux professionnels du sport. Depuis 2023, il est affilié à la Fédération française du sport universitaire et propose aux étudiants de participer à des compétitions de hauts niveaux.
- Le Bureau des Arts est l'association artistique de l'école. Elle a été créée afin de rassembler toutes les activités artistiques de l'école, aussi bien littéraires, musicales, etc. Elle regroupe maintenant les associations anciennement dénommées Le Ch'ti Marcel et Cre@TV, et depuis peu le pôle 2Zik.
- Paint'Fusion : association de divertissement.
- Mecatronix : association de MÉCAnique et d'ÉlecTRONIque eXpérimentale de l'école, pour des étudiants rassemblés autour d'une même passion : les systèmes embarqués.